# America's Cup 1983
La 25ª America's Cup si è svolta nelle acque di Newport, Rhode Island, dal 14 al 26 settembre 1983 con una serie al meglio delle sette regate, tra Liberty dello storico Defender New York Yacht Club e Australia II del Challenger Royal Perth Yacht Club, vincitrice della prima Louis Vuitton Cup. L'Australia II vinse dopo aver rimontato dall'1-3 per Liberty e pose fine alla più lunga striscia vincente nella storia dello sport, strappando per la prima volta l'America's Cup dal New York Yacht Club.

## Il defender: Liberty
Capitanato da Dennis Conner, Liberty vinse le selezioni dei Defender contro Courageous di John Kolius e Defender di Tom Blackaller, e il 2 settembre 1983 lo Yacht Club di New York confermò che Liberty avrebbe rappresentato il NYYC come difensore della coppa.
Durante l'estate precedente le prove, Conner era stato al centro dell'attenzione dei media negli Stati Uniti. Era anche apparso sulla copertina della rivista Sports Illustrated, raro riconoscimento per un velista.
L'equipaggio comprendeva Conner come skipper, Tom Whidden, il navigatore Halsey Chase Herreshoff, Scott Vogel e il trimmer John Marshall.

## Il challenger: Australia II
Alan Bond arrivò a Newport con Australia II, considerata una delle più grandi minacce al dominio americano della classe 12 metri. La barca era stata progettata da Ben Lexcen ed era guidata da John Bertrand. La rivoluzionaria "chiglia alata" dello yacht australiano fu oggetto di polemiche fin dall'inizio della Louis Vuitton Cup, con il New York Yacht Club che sosteneva che la barca non fosse una da 12 metri e che la chiglia fosse il risultato di ingegneri olandesi, non di Lexcen. Questo secondo punto avrebbe reso illegale l'Australia II in base al requisito che la barca fosse "progettata e costruita nel paese" come stabiliva il Deed of Gift. La barca fu comunque dichiarata regolare e le fu permesso di partecipare alla regata. La velocità del nuovo sfidante, insieme alle polemiche e alle proteste, intensificò l'attenzione dei media internazionali sulla serie.
L'Australia II dominò la serie degli sfidanti, entrando nell'America's Cup come uno dei concorrenti più promettenti di sempre.

## Qualificazioni

### Louis Vuitton Cup
La Louis Vuitton Cup si è tenuta, sempre nelle acque di Newport, dall'11 agosto all'8 settembre 1983.

#### Semifinali
Nelle semifinali le quattro barche si sono sfidate tre volte. Australia II e Victory '83 hanno guadagnato l'accesso alla finale.
|              | AUS | VIC | AZZ | CAN | Punti |
| ------------ | --- | --- | --- | --- | ----- |
| Australia II |     | 2   | 3   | 3   | 8     |
| Victory '83  | 1   |     | 2   | 3   | 6     |
| Azzurra      | 0   | 1   |     | 3   | 4     |
| Canada       | 0   | 0   | 0   |     | 0     |

#### Finale
Australia II sconfisse Victory '83 4-1 in finale e conquistò il diritto di sfidare Liberty nella 25ª America's Cup.
| Team         | I | II | III | IV | V | Punti |
| ------------ | - | -- | --- | -- | - | ----- |
| Australia II | 0 | W  | W   | W  | W | 4     |
| Victory '83  | W | 0  | 0   | 0  | 0 | 1     |

## Le regate
La barca americana vinse la prima e la seconda regata con un margine di oltre un minuto, con Australia II che subì un guasto all'equipaggiamento, ma gli australiani vinsero la terza, la quinta e la sesta regata, con Liberty che conquistò la quarta. Fu la prima volta che l'America's Cup ebbe bisogno di una sesta o di una settima regata.
| Data              | Vincitore    | Barca | Loser        | Barca | Distacco | Punteggio   |
| ----------------- | ------------ | ----- | ------------ | ----- | -------- | ----------- |
| 14 settembre 1983 | Liberty      | US-40 | Australia II | KA-6  | 1:10     | LIB 1-0 AUS |
| 15 settembre 1983 | Liberty      | US-40 | Australia II | KA-6  | 1:33     | LIB 2-0 AUS |
| 18 settembre 1983 | Australia II | KA-6  | Liberty      | US-40 | 3:14     | LIB 2-1 AUS |
| 20 settembre 1983 | Liberty      | US-40 | Australia II | KA-6  | 0:43     | LIB 3-1 AUS |
| 21 settembre 1983 | Australia II | KA-6  | Liberty      | US-40 | 1:47     | LIB 3-2 AUS |
| 22 settembre 1983 | Australia II | KA-6  | Liberty      | US-40 | 3:25     | LIB 3-3 AUS |
| 26 settembre 1983 | Australia II | KA-6  | Liberty      | US-40 | 0:41     | LIB 3-4 AUS |

La sfida arrivò dunque alla settima e ultima gara. Il 26 settembre 1983, giorno della regata, il vento era leggero a circa otto nodi. Il pre-partenza non era tipico. "Nessuna delle due parti voleva fare un errore e finire nella stanza della protesta," avrebbe spiegato più tardi Connor. Liberty vinse la partenza con otto secondi di vantaggio su Australia II, ma gli australiani mantennero una posizione di controllo navigando verso il lato favorito che diede loro un vantaggio iniziale reale. Australia II fu successivamente superata da Conner che creò quello che sembrava essere un margine inattaccabile. All'inizio della penultima leg la vittoria sembrava per l'ennesima volta in mano agli americani. Conner, tuttavia, non riuscì a coprire l'Australia II, cosa che permise a quest'ultima di viaggiare sempre più in profondità: gli australiani quindi, grazie a una buona brezza e a dei salti di vento, riuscirono a superare gli americani con la boa sottovento. Conner poi ingaggiò Bertrand in uno spettacolare duello di virate con quasi 50 bordate, tra cui una serie di finte bordate che cercavano di rompere la copertura degli australiani. Bertrand resistette fino a quando entrambe le barche raggiunsero la linea di dritta e poi virò diverse lunghezze davanti a Liberty, salpando verso il traguardo per conquistare la regata. Australia II tagliò il traguardo con un vantaggio di 41 secondi, diventando il primo challenger vincente nei 132 anni dalla vittoria della goletta americana attorno all'Isola di Wight nel 1851.

## Reazioni
L'ultima regata fu trasmessa in Australia poco prima dell'alba del 27 settembre, e la vittoria fu celebrata in diversi luoghi pubblici. Il primo ministro Bob Hawke fu intervistato al Royal Perth Yacht Club e espresse diverse dichiarazioni ironiche. La perdita dell'America’s Cup fu considerata come una sconfitta enorme negli Stati Uniti, in quanto il New York Yacht Club era stato in grado di difendere il titolo per ben 132 anni. Dennis Conner reagì male alla sconfitta: intervistato sul suo stato d'animo, il velista dichiarò di non aver voluto alzarsi dal letto la mattina.
L'America’s Cup fu trasferita al Royal Perth Yacht Club situato a Perth, nell'Australia Occidentale, che successivamente ospitò la sua prima, fallimentare difesa nell'edizione del 1987.